# Obsoletes
Obsoletes es un género de foraminífero bentónico de la subfamilia Fusulinellinae, de la familia Fusulinidae, de la superfamilia Fusulinoidea, del suborden Fusulinina y del orden Fusulinida. Su especie tipo es Fusulina obsoleta. Su rango cronoestratigráfico abarca el Kasimoviense (Carbonífero superior).

## Discusión
Clasificaciones más recientes incluyen Obsoletes en la subclase Fusulinana de la clase Fusulinata. Otras clasificaciones lo han incluido en la Subfamilia Triticitinae de la Familia Triticitidae.

## Clasificación
Obsoletes incluye a las siguientes especies:
- Obsoletes arsenjevi †
- Obsoletes burkemensis †
- Obsoletes curtus †
- Obsoletes darvasicus †
- Obsoletes explanatus †
- Obsoletes horridus †
- Obsoletes laetus †
- Obsoletes normalis †
- Obsoletes obsoleta †
- Obsoletes pauper †
- Obsoletes perbrevis †
- Obsoletes shaanxiensis †
- Obsoletes spectabilis †
- Obsoletes tadushensis †
- Obsoletes timanieus †
- Obsoletes trivialis †